# Lakewood (Ferrocarril Regional Sounder)
Lakewood es una estación en la Línea South del Ferrocarril Regional Sounder, administrada por Sound Transit. La estación se encuentra localizada en 11424 Pacific Highway SW en Lakewood, Washington. La estación de Lakewood fue inaugurada en 2000.

## Descripción
La estación Lakewood cuenta con 1 plataforma lateral.

## Conexiones
La estación es abastecida por las siguientes conexiones: 
- ST Express